# Dimityr Detschew
Dimityr Detschew, auch Dimiter Decev, Dimităr D. Dečev, (bulgarisch Димитър Дечев; * 28. August 1877 in Swischtow; † 4. September 1958 in Sofia) war ein bulgarischer Philologe.

## Leben
Detschew studierte klassische Philologie und Philosophie in Göttingen und Leipzig. Ab 1924 war er als Professor an der Universität Sofia tätig. Er war Mitglied in der Bulgarischen Akademie der Wissenschaften.
Dimityr Detschew war Spezialist für die alten Sprachen des Balkans. Er beschäftigte sich mit Epigrafik, Archäologie und Geschichte. Einen besonderen Schwerpunkt bildete die Erforschung von Sprache und Religion der Thraker. Er wurde mit dem Dimitroffpreis ausgezeichnet.

## Veröffentlichungen (Auswahl)
- Трако-келтски езикови успоредици, 1922
- Iztočno-germanskijat proizchod na bŭlgarskoto narodnostno ime. Sofia 1926
- deutsch: Der ostgermanische Ursprung des bulgarischen Volksnamens. In: Zeitschrift für Ortsnamenforschung 2, 1927, S. 198–216.
- Отговори на папа Николай по допитванията на българите, 1933
- Извори за старата история и география на Тракия и Македония, 1949
- Характеристика на тракийския език, 1952
- Die Thrakischen Sprachreste. Roher, Wien 1957